# Myrmarachne piercei
Myrmarachne piercei là một loài nhện trong họ Salticidae.
Loài này thuộc chi Myrmarachne. Myrmarachne piercei được Richard C. Banks miêu tả năm 1930.